# Пшемислав Огродзінський
Пшемислав Антоній Огродзінський (4 травня 1918 — 11 травня 1980), також відомий під псевдонімами «Станіслав», «Дипломат» і «Агапіт» — польський дипломат і активіст.

## Раннє життя
Пшемислав «Пшемек» Огродзінський народився в польській родині в Лемберзі (сучасний Львів, Україна) в Австрійській імперії. Лемберг був столицею австрійської провінції Галичина, регіону, який охоплював сучасну південно-східну Польщу та західну Україну. Незабаром після народження Огродзінського Галичина була окупована щойно відновленої Польщею, а Лемберг став польським містом Львув.
Огродзінський закінчив юридичний факультет Ягеллонського університету в Кракові, а потім повернувся до свого рідного міста Львова, де став активним членом Союзу Незалежної Соціалістичної Молоді. Будучи молодим соціалістичним активістом у Львові, Огродзінський мав багато друзів-євреїв, які брали активну участь у соціалістичному русі.

## Окупація і підпілля
У вересні 1939 року Радянський Союз разом із Німеччиною напав на Польщу. Галичина була приєднана до Радянської України. За радянської влади Огродзінський разом зі своїм батьком були ув'язнені за звинуваченням у фальсифікації документів.
У червні 1941 року Німеччина напала на СРСР і по дорозі захопила радянську половину Польщі. Німці повернули галицькій столиці австрійську назву Лемберг. Під час німецької окупації Огродзінський брав участь у діяльності опору, будучи членом Польської соціалістичної партії — Свобода, Рівність, Незалежність і як редактор підпільної соціалістичної газети O wolność i niezależność (За свободу та незалежність). Під час німецької окупації все єврейське населення міста було змушене жити в гетто, в жахливих умовах. У серпні 1941 року Огродзінський допомагав у виданні підпільної газети в гетто: Lwowski Tygodnik. У травні 1943 року Огродзінський був одним із засновників львівського відділу «Жеґоти», Ради допомоги євреям. Він служив скарбником у місцевому відділенні Жеґоти, який намагався переховувати євреїв за межами гетто та контрабандою переправляти їжу тим, хто все ще перебуває в гетто. Тісно співпрацюючи з місцевою головою Жеґоти Владиславою Хомс, пізніше відомою як «Ангел Львова», Огродзінський працював над отриманням грошей, на які було куплено додаткову їжу для гетто та матеріалів для виготовлення фальшивих документів, щоб євреї могли втекти з гетто.
Під час своєї небезпечної роботи для Жеґоти Огродзінський прийняв псевдонім «Станіслав». Багато українців у Лемберзі вірили, що Рейх створить незалежну українську державу після очікуваної «остаточної перемоги», і місто стало небезпечним місцем для діяльності. 3 червня 1943 року німці ліквідували гетто Лемберг, надіславши загони міліції, щоб зібрати більшість євреїв. Їх відправили до табору смерті Белжець, де майже всіх знищили відразу після прибуття. Кілька тисяч «робочих євреїв» (кваліфікованих робітників) утримували в таборі на вулиці Яновській до жовтня 1943 року, коли їх по черзі вбили. Робота Жеґоти зводилася до допомоги кільком сотням євреїв, які втекли з гетто чи табору на вулиці Яновській. Утримання одного єврея, який переховувався, коштувало близько 500 злотих на місяць. Незважаючи на труднощі, за підрахунками, Огродзінський як скарбник львівського відділення Жеґоти зміг надати фінансову допомогу 100—200 євреям, які переховувалися в місті.
У цей час Огродзінський одружився з колегою по Жеґоті, Галиною Яцунською-Огродзінською. Пізніше вона згадувала: «Жеґота мала свою штаб-квартиру у Варшаві під егідою підпільного уряду, який представляв кілька політичних груп. У Львові існував паралельний союз політичних партій. Пшемек діяв від імені ППС. ППС відігравала важливу роль тому що, серед іншого, там було багато єврейських членів… ми відправляли якомога більше людей зі Львова».
Значно ризикуючи своїм життям, Галина Яцунська-Огродзінська переховувала двох єврейок, Марію Ґласс і Ольгу Лілієн, бо вона була визнана Інститутом Яд Вашем в Єрусалимі одним із Праведниць народів світу 28 червня 1979 року.

## Польська Народна Республіка і дипломатія
27 липня 1944 року Львів був окупований Червоною армією; область увійшла до складу Радянського Союзу. У жовтні 1944 року Огродзінський став членом OMTUR (Oganizacja Mlodziezowa Towarzystwa Uniwersytetu Robotniczego — Молодіжна організація Товариства робітничих університетів). 31 грудня 1944 року Огродзінський став членом Державної національної ради. Був членом комітету у закордонних справах Національної ради.

## Рим і Париж
У 1945 році Огродзінський приєднався до польського дипломатичного корпусу і служив радником у польському посольстві в Римі. Польський 2-й корпус служив у складі британської 8-ї армії в Італії, і головним обов'язком Огродзінського в Римі було переконати членів 2-го корпусу повернутися до Польщі замість того, щоб залишатися в еміграції на Заході. У 1948 році він повернувся до Польщі, щоб взяти участь у з'їзді, який об'єднав Польську робітничу партію та Польську соціалістичну партію в Польську об'єднану робітничу партію, що було офіційною назвою Комуністичної партії. У 1951 році нагороджений Орденом Трудового Прапора Кавалера офіцера 2-го ступеня.
10 липня 1952 року він став тимчасовим повіреним у справах польського посольства в Парижі, виконуючи обов'язки фактичного голови польського посольства до весни 1954 року, оскільки польський посол у Франції був відсутній. У Парижі Огродзінський прагнув отримати вигоду з послаблення відносин між Францією та Сполученими Штатами. Його можливість прийшла з запропонованим Європейським оборонним співтовариством (EDC), яке дозволило б переозброїти Західну Німеччину, що викликало лютий спротив у Франції того часу. Тісно співпрацюючи з Сергієм Виноградовим, радянським послом у Парижі, Огродзінський прагнув максимізувати традиційну французьку симпатію до Польщі, щоб довести, що EDC був необачним кроком, який ставив під загрозу мир у Європі. У розмові з французькими офіційними особами Огродзінський також стверджував, що Сполучені Штати, рішуче підтримуючи переозброєння Західної Німеччини, становлять небезпеку для всієї Європи. У рамках своєї дипломатії Огродзінський культивував французьких політиків, нагадуючи їм про історичну франко-польську дружбу, що сягає в глибину століть, і в грудні 1953 року організував візит групи депутатів Національних зборів до Польщі. Французьку делегацію очолили колишній прем'єр-міністр Едуар Даладьє та Жак Сустель. Оскільки в той час Сустель був близький до генерала Шарля де Голля, Огродзінський вважав, що візит Сустеля до Польщі був ознакою того, що голлісти прихильно ставляться до сил, які виступають проти EDC. У липні 1954 року Французька національна асамблея відхилила договір EDC через загальне переконання у Франції, що було надто небезпечно дозволити Західній Німеччині знову мати збройні сили так скоро після закінчення Другої світової війни.

## Міжнародна контрольна комісія
З 1954 по 1956 рік Огродзінський працював першим польським уповноваженим Міжнародної контрольної комісії (ICC). ICC здійснював нагляд за виконанням Женевських угод у В'єтнамі та складався з трьох делегацій: від Польщі, Канади та Індії, причому індійський комісар виконував обов'язки головного комісара ICC. Огродзінському було надано багато свободи діяти в МКС так, як він відчував себе найкращим, і, всупереч очікуванням Заходу, він не консультувався з Москвою, Пекіном чи Варшавою, перш ніж ухвалити рішення. Огродзінського повідомили, «що індійці не повинні бути ворожими», оскільки соціалістичний нейтралізм Індії, як вважалося, робить індійців прихильними до радянського блоку, але йому сказали очікувати гіршого від канадців, які, як вважалося, обслуговували «агентуру США».
Перша конференція МКС у Нью-Делі 1–6 серпня 1954 р. не призвела до очікуваного канадійсько-польського зіткнення. Уряд прем'єр-міністра Луї Сен-Лорана не хотів залучати Канаду до МКС і погодився лише під сильним тиском Америки. Як наслідок, канадійці хотіли, щоб їх делегація була якомога меншою. Поляки також хотіли зберегти свою делегацію невеликою через брак дипломатів і солдатів з необхідним знанням французької та англійської мов. Таким чином, з різних причин, на першому засіданні ICC і поляки, і канадійці дійшли згоди щодо розміру ICC.
18 серпня 1954 року ICC розпочав свою роботу у В'єтнамі. Огродзінський повідомив Варшаві, що влада обох В'єтнамів не надала делегаціям ICC офіси для роботи, а зустрічі проводилися в готельних номерах делегатів, що, за його словами, «покращило атмосферу». З самого початку Огродзінський скаржився, що йому потрібно більше делегатів, які вільно володіють французькою та англійською. Огродзінський зауважив, що всі індійські делегати вільно володіли англійською, а деякі з канадійської делегації були франко-канадцями, і навіть більшість англо-канадців зазвичай добре розмовляли французькою. Він написав, що все, чого досягла польська делегація, стало можливим «за рахунок просто неймовірних імпровізацій». Особливою проблемою була уніформа, надана польській делегації, яка не була призначена для тропіків і розпалася після кількох разів у пральній машині.
Один із канадійських дипломатів назвав Огродзінського «грізним противником» і «польською версією Макіавеллі». Інший канадійський дипломат згадував: «Він справив на нас враження здібного і сильного, а ще він має чарівність, а це небезпечне поєднання». Виконуючий обов'язки канадійського комісара Р. М. Макдоннелл наполягав на тому, щоб комуністичний В'єт Мінь негайно звільнив усіх французьких військовополонених (ПВ), але Огродзінський став на бік В'єт Міня, який заявив, що вони будуть звільняти військовополонених повільно. Незважаючи на напруженість у відносинах з канадійською делегацією, Огродзінський з певним подивом повідомив у Варшаву, що: «у канадійців не видно проамериканських тенденцій (що надзвичайно цікаво)». Він також повідомив, що стосунки з іншими делегаціями хороші, написавши: «У Комісії триває ідилія одностайності».

## Генеральний директор
З 1956 по 1962 рік Огродзінський був генеральним директором Міністерства закордонних справ, що зробило його третьою особою в МЗС. Новий міністр закордонних справ Польщі Адам Рапацький був одним із лідерів ліберальнішої сторони Комуністичної партії, але більшість команди, яку він відібрав, складали люди, які вірно служили сталінському режиму. До 1956 року Огродзінський вірно служив сталінській фракції, але після 1956 року як права рука Рапацького став пов'язаним із лібералізаційною фракцією Комуністичної партії. Польський історик Водзімер Бородзієй описав Огродзінського як типового представника польського покоління, життєвим досвідом якого стала німецька окупація під час Другої світової війни. Для багатьох представників покоління Огродзінського відмова західнонімецького уряду, створеного в 1949 році, визнати лінію Одер-Нейсе західним кордоном Польщі, зберігаючи при цьому територіальні претензії на різні території, які тепер є частиною Польщі, виглядала тривожно схожою на відмову послідовні німецькі уряди в міжвоєнний період визнавали східні кордони Німеччини, встановлені Версальським договором. Той факт, що багато чиновників в уряді Західної Німеччини були людьми, які вірно служили нацистському режиму, посилив занепокоєність поляків щодо Західної Німеччини. Таким чином, для Огродзінського та багатьох інших поляків уявна загроза німецького ірредентизму та реваншизму змусила їх шукати Радянський Союз як противагу, тим більше, що Сполучені Штати та інші західні держави уклали союз із Західною Німеччиною, а не критикувати відмову Західної Німеччини прийняти лінію Одер-Нейсе. Огродзінський бачив радянське панування в Польщі меншим злом порівняно з можливістю повернення до неонацистської окупації.
Огродзінський як генеральний директор Міністерства закордонних справ був дуже близький до Рапацького, виконуючи обов'язки його головних радників. Походження Огродзінського як соціаліста, який перетворився на комуніста з Галичини, було таким самим, як і Рапацький, який бачив у ньому споріднену душу. Рапацький був «соціалістичним гуманістом», який називав себе «соціалістичним гуманістом», який провів більшу частину Другої світової війни в німецькому таборі для військовополонених і який неохоче приєднався до комуністичної партії в 1948 році. Як і Огродзінський, досвід Другої світової війни переконав Рапацького, що Німеччина є набагато більшою загрозою для Польщі, ніж Радянський Союз, і, оскільки Рапацький був відомий своїм прагненням до більшої незалежності Польщі від Москви та більшої свободи слова в Польщі, він був переконаний, що Польща потребує Радянського Союзу, щоб протистояти уявній загрозі німецького реваншизму.
У 1957 році адміністрація президента Дуайта Ейзенхауера поскаржилася, що Сполучені Штати несуть непропорційну суму витрат, пов'язаних з Організацією Північноатлантичного договору (НАТО), і громадськість припустила, що, можливо, Сполученим Штатам слід передати ядерну зброю Західній Німеччині як спосіб змусити західноєвропейські держави витрачати більше на НАТО. Завдяки гамбіту Ейзенхауера було задумано змусити Західну Європу збільшити витрати на оборону, у Варшаві просте припущення, що Сполучені Штати збираються озброїти Західну Німеччину ядерною зброєю, викликало величезний страх, оскільки поляки були переконані, що західні німці використають проти них ядерну зброю. рано чи пізно повернути собі землі на схід від лінії Одер-Нейсе. Щоб запобігти такій можливості, Рапацький разом із кількома чиновниками в Міністерстві закордонних справ, такими як Огродзінський, розробили план Рапацького, який закликає до того, щоб Центральна Європа стала зоною, вільною від ядерної зброї. Польський історик Пьотр Вандич назвав Огродзінського одним із «батьків плану Рапацького».
За планом Рапацького, ні ядерна зброя, ні ракети, здатні стріляти ядерною зброєю, не будуть дозволені ні в Німеччині, ні в Польщі, ні в Чехословаччині. З польської точки зору, план Рапацького мав додаткову перевагу, оскільки утримував Радянський Союз від розміщення ядерної зброї в Польщі, що означало б, що в разі Третьої світової війни не буде жодних американських ядерних ударів для її знищення, тим самим обмежуючи кількість ядерних опадів у Польщі. Багато хто на Заході вважав, що план Рапацького був радянською дипломатичною ініціативою, але насправді це була польська дипломатична ініціатива, оскільки спочатку потрібно було запитати дозвіл у Москви. Під час переговорів зі східнонімецькими офіційними особами щодо плану Рапацького Огродзінський відкинув будь-який спільний східнонімецько-польський дипломатичний наступ, сказавши східнонімецькому дипломату Отто Вінцеру, що шанси на те, що план Рапацького буде прийнятий Заходом, були б більшими, якби він розглядався як суто польська дипломатична ініціатива.

## Індія
Після пониження в посаді Огродзінського призначили послом Польщі в Індії. Незважаючи на його переміщення до Нью-Делі, Огродзінський усе ще зберігав вплив як один із улюблених радників Рапацького. Оскільки індійський дипломат завжди обіймав посаду головного комісара Міжнародного кримінального суду, МЗС Польщі надавало великого значення відносинам з Індією в 1960-х роках, і Огродзінського призначили послом у Нью-Делі головним чином тому, що Рапацкі хотів мати здібного дипломата, якому він міг би довіряти як посол в Індії. 24 вересня 1962 року Огродзінський вручив вірчі грамоти президенту Індії Раджендрі Прасаду в Раштрапаті-Бхавані в Нью-Делі. З лютого по червень 1963 року він також обіймав посаду посла Польщі на Цейлоні (сучасна Шрі-Ланка).
Як посол Огродзінський брав участь у переговорах у Меріґолді, спробі в 1966 році завершити війну у В'єтнамі. Під час переговорів у Маріґолді Огродзінський підтримував регулярний контакт із Роландом Міченером, канадійським верховним комісаром у Нью-Делі, оскільки надходили пропозиції провести конференцію під головуванням представників МКС. Огродзінський порадив Варшаві «висловити нашу згоду», оскільки відмова від пропозиції «посилить праві тенденції» в індійському уряді, тоді як її прийняття «може бути зіграно, щоб показати, що жорсткість канадійців унеможливлює досягнення порозуміння».

## Норвегія
У 1968 році, після «березневих подій», Огродзінський відмовився приєднатися до «антисіоністської» кампанії, яка призвела до звільнення кількох польських євреїв. Рапацького було звільнено в 1968 році, і кар'єра Огродзінського пішла на спад разом з його звільненням. В іншому пониженні Огродзінський був призначений послом у Норвегії. 10 червня 1969 року Огродзінський вручив вірчі грамоти як посол Польщі королю Норвегії Олаву V у Королівському палаці в Осло. Він також був призначений послом Польщі в Ісландії. 15 жовтня 1969 року він поїхав до Рейк'явіка, щоб вручити свої вірчі грамоти президенту Крістіану Ельдьярну в Бессастадірі. Він працював послом Польщі в Норвегії та Ісландії до своєї відставки в травні 1975 року.

## Сімейне життя

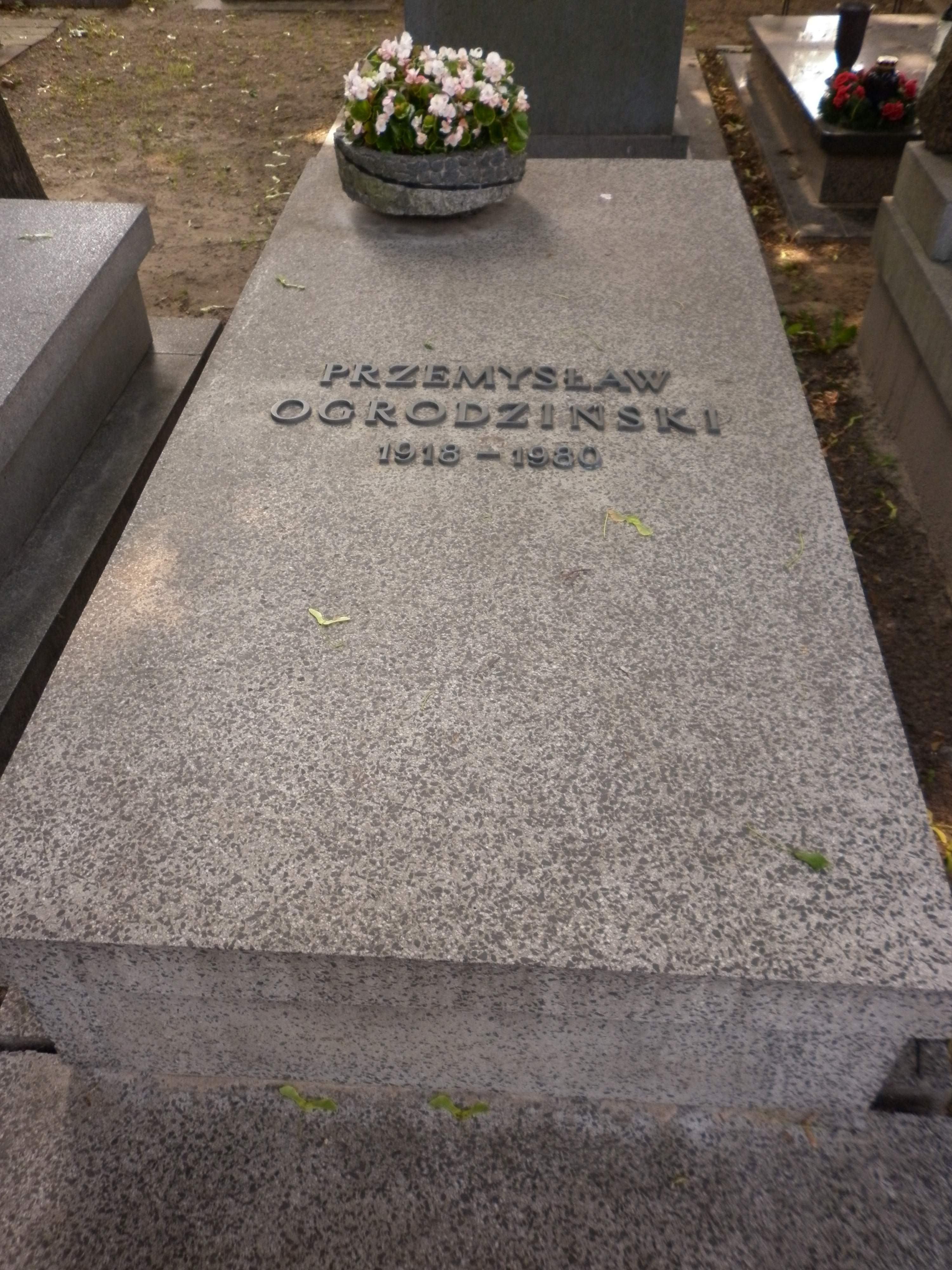
Могила Огродзінського у Варшаві

У Галини та Пшемека був син Петро, який також став дипломатом і був послом Польщі в Канаді у 2004—2009 роках. Пшемислав Огродзінський помер у 1980 році.

## Книги та статті
- Anderson, Sheldon (2010). The German Question and Polish-East German Relations, 1945-1962. У Tobias Hochscherf (ред.). Divided, But Not Disconnected: German Experiences of the Cold War. Oxford: Berghahn Books. с. 99—104. ISBN 978-1845456467.
- Borodziej, Wŀodzimier (2007). 1956 As a turning point in Poland's foreign policy. У Jan Rowiński (ред.). The Polish October 1956 in World Politics. Warsaw: Polski Instytut Spraw Międzynarodowych. с. 327—346. ISBN 978-8389607218.
- Czarnecki, Wacław; Durko, Janusz; Hałoń, Edward (1994). Polska Partia Socjalistyczna w latach wojny i okupacji 1939-1945: księga wspomnień. Warsaw: Polska Fundacja Upowszechniania Nauki. ISBN 8385618155.
- Hershberg, James (2012). Marigold: The Lost Chance for Peace in Vietnam. Stanford: Stanford University Press. ISBN 978-0804783880.
- Kelly, Brendan (2019). The Good Fight: Marcel Cadieux and Canadian Diplomacy. Vancouver: University of British Columbia Press. ISBN 978-0774860024.
- Khonigsman, Iakov Samoĭlovich (1997). The Catastrophy of Jewry in Lvov. Lviv: Solom-Aleichem Jewish Society of Culture.
- Lewinówna, Zofia (1969). Righteous among Nations: How Poles helped the Jews, 1939-1945. London: Earlscourt Publications Ltd.
- Pasztor, Marie (2007). France and the Polish October of 1956. У Jan Rowiński (ред.). The Polish October 1956 in World Politics. Warsaw: Polski Instytut Spraw Międzynarodowych. с. 263—276. ISBN 978-8389607218.
- Piekałkiewicz, Jarosław (2019). Dance with Death: A Holistic View of Saving Polish Jews during the Holocaust. Lanthan: Rowman & Littlefield. ISBN 978-0761871675.
- Prekerowa, Teresa (1982). Konspiracyjna Rada Pomocy Żydom w Warszawie 1942-1945. Warsaw.
- Ross, Douglas Alan (1984). In the Interests of Peace: Canada and Vietnam, 1954-1973. Toronto: University of Toronto Press. ISBN 0802056326.
- Słowiak, Jarema (2014). Working with the Enemy: Polish Perception of the Canadian Delegation in the International Commission for Supervision and Control in Vietnam. TransCanadiana (7): 49—61.
- Stępień, Stefan (1998). Związek Parlamentarny Polskich Socjalistów w działalności prawodawczej Krajowej Rady Narodowej. Lublin.
- Sulmicka, Małgorzata (2002). Problem ubóstwa w Afryce Subsaharyjskiej. Sprawy Międzynarodowe. 59 (4): 101—122.
- Szczepanik, A.; Herman-Łukasik, B; Janicka, B. (2007). Stosunki dyplomatyczne Polski. Informator. Tom I. Europa 1918-2006. Warsaw: Askon.
- Wandycz, Piotr (1994). Adam Rapacki and the Search for European Security. У Gordon A. Craig (ред.). The Diplomats, 1939-1979. Princeton: Princeton University Press. с. 289–318. ISBN 0691194467.
- Węgierski, Jerzy (1989). W lwowskiej Armii Krajowej. Warsaw: Instytut Wydawniczy Pax. ISBN 8321110444.
- Urzyńska, Dorota (2000). Polski ruch socjalistyczny na obczyźnie w latach 1939-1945. Poznań.
- Zimmerman, Joshua (2015). The Polish Underground and the Jews, 1939–1945. Cambridge: Cambridge University Press. ISBN 978-1107014268.